# Варіація функції
Варіацією функції називається числова характеристика функції однієї дійсної змінної, пов'язана з її диференціальними властивостями. Для функції з відрізка на дійсній прямій в {\displaystyle \mathbb {R} ^{n}} є узагальненням поняття довжини кривої.

## Означення
Нехай {\displaystyle f:[a,\;b]\to \mathbb {R} ^{n}}. Тоді варіацією (також повною варіацією або повною зміною) функції {\displaystyle f} на відрізку {\displaystyle [a,\;b]} називається наступна величина:
{\displaystyle V_{a}^{b}f\,{\stackrel {\mathrm {def} }{=}}\sup \limits _{P}\sum \limits _{k=0}^{m}\|f(x_{k+1})-f(x_{k})\|,}
тобто точна верхня грань за всіма розбиттями відрізка {\displaystyle [a,\;b]} довжин ламаних у {\displaystyle \mathbb {R} ^{n}}, кінці яких відповідають значенням {\displaystyle f} у точках розбиття.

## Пов'язані означення
- Функції, варіація яких обмежена на відрізку, називаються функціями обмеженої варіації, а клас таких функцій позначається {\displaystyle V[a,\;b]} або просто {\displaystyle V}.
  - У такому випадку визначена функція {\displaystyle v(x)=V_{a}^{x}f}, що називається функцією повної варіації для {\displaystyle f}.
- Додатна варіація дійснозначної функції {\displaystyle f} на відрізку {\displaystyle [a,\;b]} називається наступна величина:
{\displaystyle P_{a}^{b}f\,{\stackrel {\mathrm {def} }{=}}\sup \limits _{P}\sum \limits _{k=0}^{m}\max\{0,\;f(x_{k+1})-f(x_{k})\}.}
- Аналогічно означається від'ємна варіація функції:
{\displaystyle N_{a}^{b}f\,{\stackrel {\mathrm {def} }{=}}-\inf \limits _{P}\sum \limits _{k=0}^{m}\min\{0,\;f(x_{k+1})-f(x_{k})\}.}
- Таким чином повна варіація функції може бути представлена у вигляді суми
{\displaystyle V_{a}^{b}f=P_{a}^{b}f+N_{a}^{b}f.}

## Властивості функцій обмеженої варіації
- Сума і добуток функцій обмеженої варіації теж будуть мати обмежену варіацію. Частка двох функцій з {\displaystyle V} буде мати обмежену варіацію (іншими словами, належати класу {\displaystyle V}), якщо модуль знаменника на відрізку {\displaystyle [a,\;b]} буде більше, ніж позитивна стала.
- Якщо {\displaystyle a<x\leqslant y<b}, а {\displaystyle f\in V[a,\;b]}, то {\displaystyle V_{a}^{x}f+V_{x}^{y}f=V_{a}^{y}f}.
- Якщо функція {\displaystyle f} неперервна в точці {\displaystyle a} справа і належить {\displaystyle V[a,\;b]}, то {\displaystyle \lim \limits _{x\to a{+}}v(x)=0}.
- Функція {\displaystyle f(x)}, задана на відрізку {\displaystyle [a,\;b]}, є функцією обмеженої варіації тоді й тільки тоді, коли вона може бути представлена у вигляді суми зростаючої і спадаючої на {\displaystyle [a,\;b]} функції (розклад Жордана).
- Будь-яка функція обмеженої варіації обмежена і може мати не більше ніж зліченну множину точок розриву, причому всі першого роду.
- Функція обмеженої варіації може бути представлена у вигляді суми  абсолютно неперервної функції,  сингулярної функції та функції стрибків (розклад Лебега).

Всі ці властивості були встановлені Жорданом.

## Обчислення варіації

### Варіація неперервно диференційовної функції
Якщо функція {\displaystyle f:[a,\;b]\to \mathbb {R} ^{n}} належить до класу {\displaystyle C^{1}}, тобто має неперервну похідну першого порядку на відрізку {\displaystyle [a,\;b]}, то {\displaystyle f} — функція обмеженої варіації на цьому відрізку, а варіація обраховується за формулою:
{\displaystyle \int \limits _{a}^{b}\|f^{\prime }(x)\|\,dx,}
тобто рівна інтегралу норми похідної.

## Історія
Функції обмеженої варіації вивчалися К. Жорданом.
Спочатку клас функцій з обмеженою варіацією був введений К. Жорданом у зв'язку з узагальненням ознаки Діріхле збіжності  рядів Фур'є кусково монотонних функцій.
Жордан довів, що ряди Фур'є {\displaystyle 2\pi }-періодичних функцій класу {\displaystyle V[0,\;2\pi ]} збігаються в кожній точці дійсної осі.
Проте надалі функції обмеженої варіації знайшли широке застосування в різноманітних галузях математики, особливо в теорії  інтеграла Стілтьєса.

## Узагальнення
Довжина кривої означається як природне узагальнення варіації на випадок відображень у метричний простір.
У випадку декількох змінних існує кілька різних означень варіації функції:
- варіація Фреше,
- плоска варіація Тонеллі.

### Φ-варіація функції

#### Властивості
Якщо розглядати дві функції {\displaystyle \Phi _{1}(x)} і {\displaystyle \Phi _{2}(x)} такі, що
{\displaystyle \varlimsup _{x\to 0^{+}}{\frac {\Phi _{1}(x)}{\Phi _{2}(x)}}<\infty ,}
то для їх {\displaystyle \Phi }-варіацій справедливе відношення:
{\displaystyle V_{\Phi _{2}}[a,\;b]\subset V_{\Phi _{1}}[a,\;b].}
Зокрема,
{\displaystyle V_{x^{p}}\subset V_{x^{q}}\subset V_{\exp(-x^{-\alpha })}\subset V_{\exp(-x^{-\beta })}}
при {\displaystyle 1\leqslant p<q<\infty ,\;0<\alpha <\beta <\infty }.